# The VISIONALUX
『the VISIONALUX』（ザ・ヴィジョナリュクス）は、EXILE TAKAHIROの1枚目のオリジナル・アルバム。2015年9月23日にrhythm zoneから発売。

## 概要
「3CD+3DVD+写真集3冊」「CD+DVD」「CDのみ」の3形態で発売。豪華盤は、EXILEの作品に収録されたTAKAHIROの作詞曲とソロ歌唱曲、ソロ活動、TAKAHIROがボーカルを務めるロックバンドACE OF SPADESの作品を3つに分けてそれぞれ収録。総重量は3kgを超える。
アルバムのタイトルは、Vision（視界や景色）、Visionary（夢・想い）、Lux（光）、Luxe（華美）、X（10年目の新たな歩み）という5つの意味が込められた造語。

## 収録曲

### 完全初回生産限定豪華盤

#### DISC-1（CD・EXILE SIDE）
1. Dream Catcher
作詞：TAKAHIRO / 作曲：藤澤慶昌 / 編曲：h-wonder / 歌：EXILE
  - EXILEの5thアルバム『EXILE EVOLUTION』収録曲
  - TAKAHIROが初めて作詞した曲
2. I Believe
作詞：TAKAHIRO / 作曲・編曲：浅田将明 / 歌：EXILE
  - EXILEの26thシングル
3. You're my sunshine
作詞：TAKAHIRO / 作曲・編曲：原一博 / 歌：EXILE
  - EXILEの27thシングル「Pure/You're my sunshine」の2曲目
4. My Buddy
作詞：TAKAHIRO, michico / 作曲：T.Kura, michico / 編曲：T.Kura / 歌：EXILE TAKAHIRO + NESMITH, SHOKICHI
  - EXILEのベストアルバム『EXILE ENTERTAINMENT BEST』収録曲
  - J Soul Brothers（発表当時）のNESMITH、SHOKICHIとのコラボレーション
5. My Buddy part. II
作詞：TAKAHIRO, michico / 作曲：T.Kura, michico / 編曲：T.Kura / 歌：EXILE TAKAHIRO + NESMITH, SHOKICHI
  - J Soul Brothersの1stアルバム『J Soul Brothers』初回限定盤ボーナストラック
  - 前曲の続編
6. Your Smile
作詞：TAKAHIRO / 作曲・編曲：浅田将明 / 歌：EXILE
  - EXILEの7thアルバム『愛すべき未来へ』収録曲
7. GOING ON
作詞：TAKAHIRO / 作曲：原一博 / 編曲：h-wonder / 歌：EXILE
  - EXILEの33rdシングル「FANTASY」収録曲
8. 手紙
作詞：TAKAHIRO / 作曲：山口寛雄 / 編曲：h-wonder / 歌：EXILE
  - EXILEの8thアルバム『願いの塔』収録曲
9. 以心伝心
作詞・作曲：岡平健治 / 編曲：中野雄太 / 歌：EXILE TAKAHIRO
  - EXILEのカバー・アルバム『EXILE COVER』[注釈 1]収録曲
  - 19のカバー曲で、TAKAHIRO初のソロ曲
10. 命の花
作詞：TAKAHIRO / 作曲：マシコタツロウ / 歌：EXILE
  - EXILEの9thアルバム『EXILE JAPAN』収録曲
11. PLACE
作詞：小竹正人 / 作曲：表誠治 / 歌：EXILE TAKAHIRO
  - EXILEの9thアルバム『EXILE JAPAN』収録曲
  - TAKAHIROのオリジナルでは初となるソロ曲
12. Keep On Singing
作詞：TAKAHIRO / 作曲：FAST LANE, ERIK LIDBOM / 歌：EXILE TRIBE
  - EXILE TRIBEの1stアルバム『EXILE TRIBE REVOLUTION』収録曲

#### DISC-2（DVD・EXILE SIDE）
1. EXILE TAKAHIRO Documentary 2006〜2015

#### DISC-3（CD・EXILE TAKAHIRO SIDE）
1. Love Story [4:48]
作詞：TAKAHIRO / 作曲・編曲：COZZi
  - 2ndシングル表題曲
  - 日本テレビ系土曜ドラマ『戦力外捜査官』主題歌 [6]
  - Samantha Thavasa meets SAMANTHA KINGZ「カバンの中に、恋をおひとつ。」TV CMソング[6]
2. GLORIA [4:29]
作詞・作曲：森重樹一 / 編曲：Duran
  - ZIGGYのカバー曲
3. Feelings [5:02]
作詞：TAKAHIRO / 作曲・編曲：TAKAHIRO, COZZi
  - 2ndシングル収録曲
4. with... [4:27]
作詞：TAKAHIRO / 作曲・編曲：浅田将明 / ストリングスアレンジ：門脇大輔
  - 1stシングル収録曲
  - NTTコミュニケーションズ「050 plus」CMソング
5. You [6:14]
作詞：松尾潔 / 作曲：川口大輔 / 編曲：川口大輔, 福原将宜
  - 江崎グリコアイス「牧場しぼり」CMソング
6. 抱きしめたい [4:29]
作詞：TAKAHIRO / 作曲：山口寛雄 / 編曲：華原大輔
  - Samantha Thavasa meets SAMANTHA KINGZ「カバンの中に、恋をおひとつ。」TV CMソング[7]
7. Loving every moment [4:57]
作詞：TAKAHIRO, Carlos Okabe / 作曲：Magnus Funemyr, The Apple Of My Eye / 編曲：The Apple Of My Eye
8. 一千一秒 [5:47]
作詞：小竹正人 / 作曲：小田桐ゆうき / 編曲：中野雄太
  - 1stシングル表題曲
  - 日本テレビ系『スッキリ!!』2013年6月度エンディングテーマ
  - 第一興商『SmartDAM』CMソング
  - WOWOW 連続ドラマ『鍵のない夢を見る』イメージソング
9. 三角のオーロラ〜青い春〜 [4:38]
作詞：小竹正人 / 作曲：表誠治 / 編曲：中野雄太
  - 小説『三角のオーロラ』主題歌 [8]
10. 二日月 [4:39]
作詞：TAKAHIRO / 作曲：COZZi
  - 1stシングル収録曲
11. ずっと [6:44]
作詞：TAKAHIRO / 作曲・編曲：原一博
  - 2ndシングル収録曲
12. 約束の空 [4:31]
作詞：TAKAHIRO / 作曲：マシコタツロウ / 編曲：華原大輔
  - 1stシングル収録曲
13. いつかまた会えたら [4:55]
作詞：TAKAHIRO / 作曲：TAKAHIRO, COZZi / 編曲：COZZi
  - 海外ドラマ『GOTHAM/ゴッサム』Blu-ray & DVD CMソング[9]

#### DISC-4（DVD・EXILE TAKAHIRO SIDE）
1. You（Music Video）
2. GLORIA（Music Video）
3. 一千一秒（Music Video）
4. Love Story（Music Video）
5. with...（Special Music Film）
6. 二日月（Special Music Film）
7. 一千一秒（Making）
8. Love Story（Making）

#### DISC-5（CD・ACE OF SPADES SIDE）
1. WILD TRIBE
作詞：audio 2 audio, TAKAHIRO / 作曲：audio 2 audio
  - 1stシングル表題曲
2. NOW HERE
作詞：audio 2 audio, TAKAHIRO / 作曲：audio 2 audio
  - 1stシングル収録曲
3. 誓い
作詞：TAKAHIRO / 作曲：江上浩太郎
  - 1stシングル収録曲
4. JUST LIKE HEAVEN
作詞・作曲：audio 2 audio
  - 1stシングル収録曲

#### DISC-6（DVD・ACE OF SPADES SIDE）
1. WILD TRIBE（Music Video）
2. WILD TRIBE（Making & Document）
3. WILD TRIBE（2012年札幌ドームライブ映像）
4. 誓い（2012年札幌ドームライブ映像）
5. JUST LIKE HEAVEN（2012年札幌ドームライブ映像）
6. "WILD TRIBE" Release Memorial Live @ 2012.9.19 EBISU LIQUIDROOM
  1. WILD TRIBE
  2. NOW HERE
  3. Dream In The Mirror
  4. 誓い
  5. Looking For…
  6. Rising Sun
  7. JUST LIKE HEAVEN

### 通常盤

#### CD
1. Love Story
2. GLORIA
3. Feelings
4. with...
5. You
6. 抱きしめたい
7. Loving every moment
8. 一千一秒
9. 三角のオーロラ〜青い春〜
10. 二日月
11. ずっと
12. 約束の空
13. いつかまた会えたら

#### DVD
1. You（Music Video）
2. GLORIA（Music Video）
3. 一千一秒（Music Video）
4. Love Story（Music Video）
5. with...（Special Music Film）
6. 二日月（Special Music Film）
7. 一千一秒（Making）
8. Love Story（Making）

## 演奏 (TAKAHIRO side)
- TAKAHIRO
  - Vocal
  - Guitar (#3)
- COZZi
  - Programming & All Instruments (#1.3.10.13)
  - Guitar (#3)
- Duran：Guitar & Piano (#2)
- Maryne：Bass (#2)
- Shiho：Drums (#2)
- 門脇大輔：Strings Arrangement (#4)
- 門脇大輔ストリングス：Strings (#4)
- 上條頌：Guitar (#4)
- 片川貴博：Chorus (#4)
- 福原将宣：Guitar (#5)
- 大神田智彦：Bass (#5)
- 坂井“Lambsy”秀彰：Percussion (#5)
- 川口大輔：Keyboards & Organ (#5)
- 波田野哲也：Drums (#5)
- 華原大輔：Guitar & All Instruments (#6)
- 秋月良太：Guitar (#8.9)
- 梶谷裕子
  - Violin (#8.9)
  - Viola (#9)
- 伊平友樹：Guitar (#9)
- シゲ山本：Keyboards (#10)
- 原一博：Programming & All Instruments (#11)
- 増崎孝司：Guitar (#11)
- 種子田健：Bass (#11)